# Lista planetelor minore: 231001–232000
Aceasta este lista planetelor minore cu numerele 231001–232000.

## 231001–231100
| Denumire | Denumire provizorie | Data descoperirii | Locul descoperirii | Descoperitor(i)     |
| -------- | ------------------- | ----------------- | ------------------ | ------------------- |
| 231001 - | 2005 EV5            | 1 martie 2005     | Kitt Peak          | Spacewatch          |
| 231004 - | 2005 EK21           | 3 martie 2005     | Catalina           | CSS                 |
| 231013 - | 2005 EV64           | 4 martie 2005     | Socorro            | LINEAR              |
| 231022 - | 2005 EW131          | 9 martie 2005     | Anderson Mesa      | LONEOS              |
| 231026 - | 2005 EN189          | 11 martie 2005    | Mount Lemmon       | Mount Lemmon Survey |
| 231040 - | 2005 EX282          | 10 martie 2005    | Moletai            | MAO                 |
| 231042 - | 2005 EF296          | 9 martie 2005     | Kitt Peak          | M. W. Buie          |
| 231049 - | 2005 GP43           | 5 aprilie 2005    | Palomar            | NEAT                |
| 231051 - | 2005 GW60           | 8 aprilie 2005    | Lulin Observatory  | Lulin Observatory   |
| 231056 - | 2005 JG63           | 3 mai 2005        | Kitt Peak          | Deep Lens Survey    |
| 231059 - | 2005 NP7            | July 5. 2005      | Junk Bond          | D. Healy            |
| 231067 - | 2005 PD1            | 1 august 2005     | Siding Spring      | SSS                 |
| 231070 - | 2005 QN19           | 25 august 2005    | Campo Imperatore   | CINEOS              |
| 231074 - | 2005 QQ46           | 26 august 2005    | Haleakala          | NEAT                |

## 231101–231200
| Denumire | Denumire provizorie | Data descoperirii | Locul descoperirii | Descoperitor(i) |
| -------- | ------------------- | ----------------- | ------------------ | --------------- |
| 231132 - | 2005 TV13           | 1 octombrie 2005  | Goodricke-Pigott   | R. A. Tucker    |
| 231134 - | 2005 TU45           | 5 octombrie 2005  | Mauna Kea          | D. J. Tholen    |
| 231151 - | 2005 UR41           | 27 octombrie 2005 | Cordell-Lorenz     | D. T. Durig     |

## 231201–231300
| Denumire       | Denumire provizorie | Data descoperirii | Locul descoperirii   | Descoperitor(i) |
| -------------- | ------------------- | ----------------- | -------------------- | --------------- |
| 231212 -       | 2005 WK57           | 30 noiembrie 2005 | Mayhill              | A. Lowe         |
| 231265 -       | 2006 AS4            | 5 ianuarie 2006   | Vallemare di Borbona | V. S. Casulli   |
| 231278 Kárpáti | 2006 BY26           | 25 ianuarie 2006  | Piszkéstető          | K. Sárneczky    |

## 231301–231400
| Denumire         | Denumire provizorie | Data descoperirii | Locul descoperirii | Descoperitor(i)     |
| ---------------- | ------------------- | ----------------- | ------------------ | ------------------- |
| 231307 Peterfalk | 2006 BD186          | 28 ianuarie 2006  | Nogales            | J.-C. Merlin        |
| 231322 -         | 2006 DF1            | 21 februarie 2006 | Calvin-Rehoboth    | L. A. Molnar        |
| 231346 Taofanlin | 2006 EL67           | 10 martie 2006    | Lulin Observatory  | H.-C. Lin, Q.-z. Ye |
| 231379 -         | 2006 HV133          | 26 aprilie 2006   | Cerro Tololo       | Buie, M. W.         |
| 231380 -         | 2006 JJ             | 1 mai 2006        | Reedy Creek        | J. Broughton        |

## 231401–231500
| Denumire            | Denumire provizorie | Data descoperirii | Locul descoperirii | Descoperitor(i)        |
| ------------------- | ------------------- | ----------------- | ------------------ | ---------------------- |
| 231446 -            | 2007 GE75           | 10 aprilie 2007   | XuYi               | PMO NEO Survey Program |
| 231462 -            | 2007 OL7            | 24 iulie 2007     | Tiki               | N. Teamo               |
| 231463 -            | 2007 PO             | 2007 08 05        | Wrightwood         | J. W. Young            |
| 231468 -            | 2007 PT26           | 11 august 2007    | Bergisch Gladbach  | W. Bickel              |
| 231470 Bedding      | 2007 RH5            | 2 septembrie 2007 | Siding Spring      | K. Sárneczky, L. Kiss  |
| 231475 -            | 2007 VO3            | 1 noiembrie 2007  | Skylive            | F. Tozzi               |
| 231482 -            | 2008 KL             | 26 mai 2008       | Grove Creek        | F. Tozzi               |
| 231486 Capefearrock | 2008 PQ2            | 3 august 2008     | Antares            | R. Holmes, H. Devore   |
| 231487 -            | 2008 PQ3            | 3 august 2008     | Vicques            | M. Ory                 |
| 231488 -            | 2008 PO6            | 5 august 2008     | La Sagra           | OAM                    |
| 231490 -            | 2008 QO7            | 25 august 2008    | Hibiscus           | S. F. Hönig, N. Teamo  |
| 231493 -            | 2008 QT19           | 29 august 2008    | Dauban             | F. Kugel               |

## 231501–231600
| Denumire              | Denumire provizorie | Data descoperirii  | Locul descoperirii | Descoperitor(i)          |
| --------------------- | ------------------- | ------------------ | ------------------ | ------------------------ |
| 231525 -              | 2008 SX81           | 25 septembrie 2008 | Kachina            | J. Hobart                |
| 231526 -              | 2008 SV82           | 26 septembrie 2008 | Sierra Stars       | F. Tozzi                 |
| 231527 -              | 2008 SU84           | 28 septembrie 2008 | Prairie Grass      | J. Mahony                |
| 231555 Christianeurda | 2008 TT2            | 1 octombrie 2008   | Bergen-Enkheim     | U. Suessenberger         |
| 231571 -              | 2008 UP3            | 22 octombrie 2008  | Piszkéstető        | K. Sárneczky, A. Karpati |

## 231601–231700
| Denumire        | Denumire provizorie | Data descoperirii  | Locul descoperirii | Descoperitor(i)                                        |
| --------------- | ------------------- | ------------------ | ------------------ | ------------------------------------------------------ |
| 231609 -        | 2009 RV             | 10 septembrie 2009 | ESA OGS            | ESA OGS                                                |
| 231618 -        | 2009 SF104          | 25 septembrie 2009 | Taunus             | S. Karge, R. Kling                                     |
| 231629 -        | 2009 TH13           | 14 octombrie 2009  | Bisei SG Center    | BATTeRS                                                |
| 231649 Korotkiy | 2009 WW             | 17 noiembrie 2009  | Tzec Maun          | A. Novichonok, D. Chestnov                             |
| 231665          | 7602 P-L            | 17 octombrie 1960  | Palomar            | C. J. van Houten, I. van Houten-Groeneveld, T. Gehrels |
| 231666 Aisymnos | 1960 SX             | 24 septembrie 1960 | Palomar            | L. D. Schmadel, R. M. Stoss                            |
| 231667 -        | 1981 EU5            | 7 martie 1981      | Siding Spring      | S. J. Bus                                              |
| 231669 -        | 1993 FC50           | 19 martie 1993     | La Silla           | UESAC                                                  |
| 231670 -        | 1993 UN5            | 20 octombrie 1993  | La Silla           | E. W. Elst                                             |
| 231673 -        | 1994 LD6            | 3 iunie 1994       | La Silla           | H. Debehogne                                           |
| 231678          | 1995 QC1            | 19 august 1995     | Xinglong           | BAO Schmidt CCD Asteroid Program                       |
| 231688 -        | 1996 VG1            | 7 noiembrie 1996   | Prescott           | P. G. Comba                                            |
| 231691 -        | 1997 RX10           | 3 septembrie 1997  | Caussols           | ODAS                                                   |
| 231698 -        | 1998 QC2            | 19 august 1998     | Kleť               | M. Tichý, Z. Moravec                                   |

## 231701–231800
| Denumire | Denumire provizorie | Data descoperirii | Locul descoperirii | Descoperitor(i)      |
| -------- | ------------------- | ----------------- | ------------------ | -------------------- |
| 231716 - | 1999 BT2            | 18 ianuarie 1999  | Oizumi             | T. Kobayashi         |
| 231717 - | 1999 CK9            | 12 februarie 1999 | Oohira             | T. Urata             |
| 231764 - | 1999 VB24           | 8 noiembrie 1999  | Majorca            | R. Pacheco, À. López |
| 231776 - | 1999 XM127          | 10 decembrie 1999 | Eskridge           | G. Hug, G. Bell      |
| 231786   | 2000 CU97           | 9 februarie 2000  | Siding Spring      | R. H. McNaught       |

## 231801–231900
| Denumire | Denumire provizorie | Data descoperirii | Locul descoperirii  | Descoperitor(i)        |
| -------- | ------------------- | ----------------- | ------------------- | ---------------------- |
| 231801 - | 2000 EB20           | 6 martie 2000     | Višnjan Observatory | K. Korlević            |
| 231883 - | 2000 VS2            | 2 noiembrie 2000  | Ondřejov            | P. Kušnirák, P. Pravec |

## 231901–232000
| Denumire | Denumire provizorie | Data descoperirii  | Locul descoperirii | Descoperitor(i) |
| -------- | ------------------- | ------------------ | ------------------ | --------------- |
| 231969 - | 2001 QD94           | 24 august 2001     | Pic du Midi        | Pic du Midi     |
| 231970 - | 2001 QE101          | 17 august 2001     | La Palma           | R. Greimel      |
| 231972 - | 2001 QP108          | 17 august 2001     | Needville          | Needville       |
| 231996 - | 2001 SE3            | 17 septembrie 2001 | Desert Eagle       | W. K. Y. Yeung  |